# Эшмин
Эшми́н (фр. Échemines) — коммуна во Франции, находится в регионе Шампань — Арденны. Департамент — Об. Входит в состав кантона Марсийи-ле-Эйе. Округ коммуны — Ножан-сюр-Сен.
Код INSEE коммуны — 10134.
Коммуна расположена приблизительно в 125 км к юго-востоку от Парижа, в 75 км юго-западнее Шалон-ан-Шампани, в 21 км к северо-западу от Труа.

## Население
Население коммуны на 2008 год составляло 82 человека.
| 1962 | 1968 | 1975 | 1982 | 1990 | 1999 | 2008 |
| ---- | ---- | ---- | ---- | ---- | ---- | ---- |
| 70   | 72   | 70   | 73   | 82   | 85   | 82   |

## Экономика
В 2007 году среди 45 человек в трудоспособном возрасте (15—64 лет) 39 были экономически активными, 6 — неактивными (показатель активности — 86,7 %, в 1999 году было 74,5 %). Из 39 активных работали 39 человек (21 мужчина и 18 женщин), безработных не было. Среди 6 неактивных 4 человека были учениками или студентами, 2 — пенсионерами, 0 были неактивными по другим причинам.

## Фотогалерея

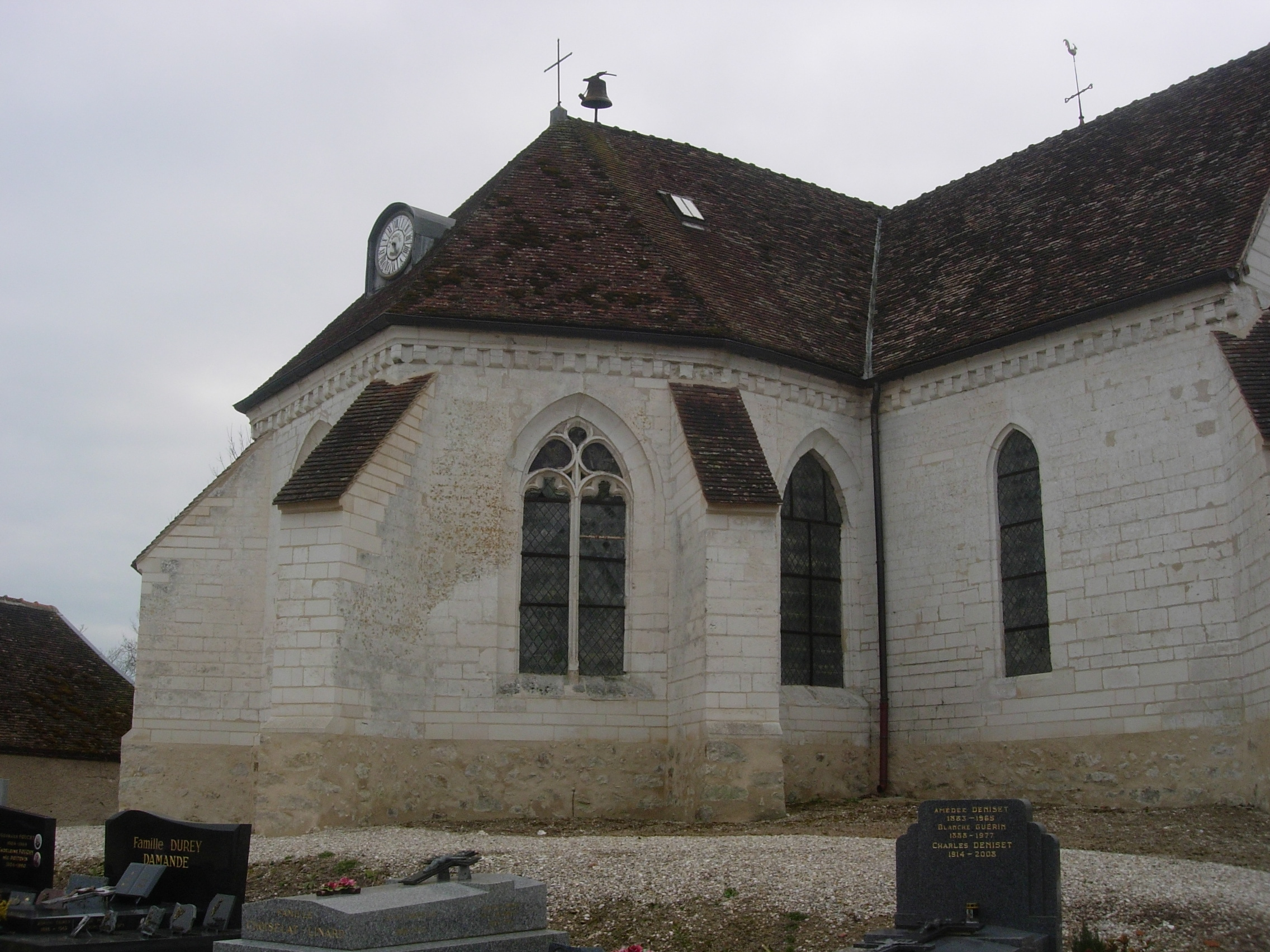
Церковь Сен-Мартен
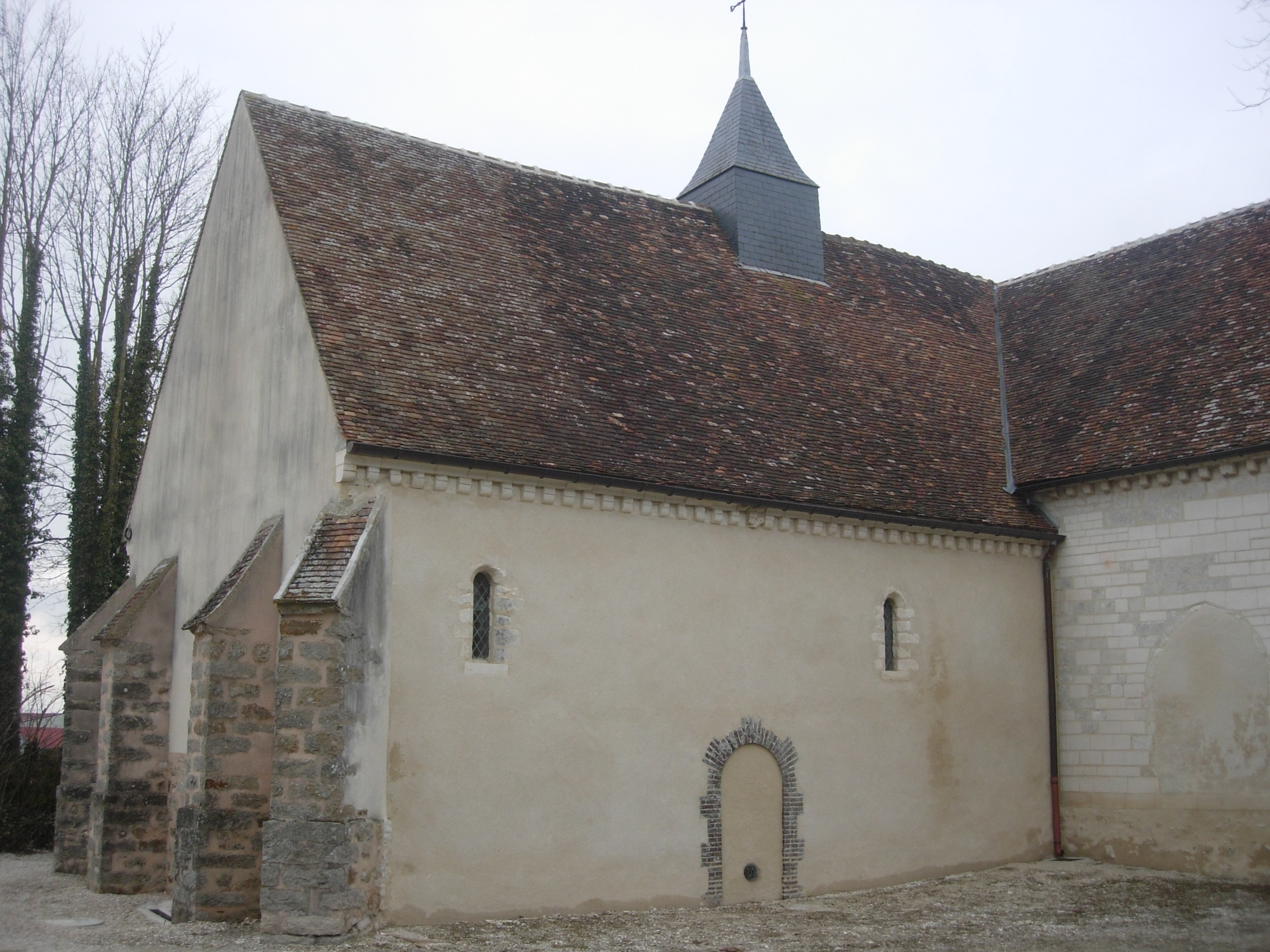
Церковь Сен-Мартен
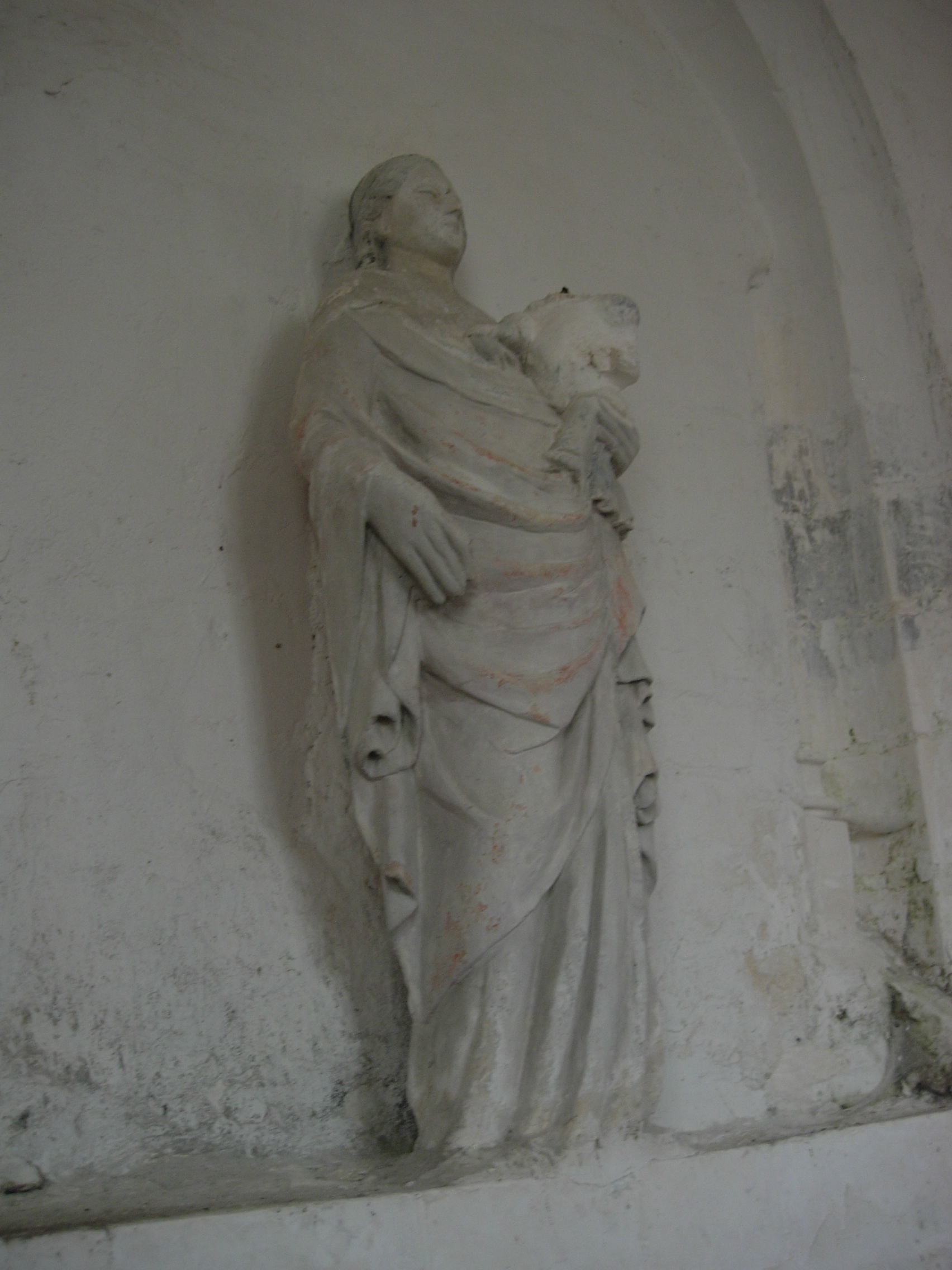
Богоматерь с младенцем